# Liste von Filial- und Partner-Fußballvereinen von Benfica Lissabon
Sport Lisboa e Benfica – kurz SL Benfica, im deutschsprachigen Raum auch Benfica Lissabon genannt – ist ein portugiesischer Fußballverein und einer der größten sowohl auf nationaler als auch auf internationaler Ebene. Der Verein zählt zahlreiche Unterstützer und ist mit rund 400.000 Mitgliedern der zweitgrößte Sportverein der Welt. Weltweit gibt es viele Ableger des Vereins, die meist von Fans aus den portugiesischen Kolonialländern und Regionen gegründet wurden, darunter Brasilien, Angola, Mosambik, Kap Verde, Guinea-Bissau, Goa, Osttimor und Macau. Viele dieser Vereine bestehen bis heute und fungieren als Partnervereine, Filialen, Tochtervereine oder Farmteams von Benfica.
Sport Lisboa e Befnica besitzt 298 Vereine, Zweigstellen und Delegationen, 20.000 Sportler, 34 Sportarten, sowie 40.000 Mitglier aus aller Welt.

## Original

### Fußballmannschaften von Benfica SL
| Verein                           | Logo | Land     | Geschichte                                                                                              |
| -------------------------------- | ---- | -------- | --- |
| Benfica Lissabon                 |      | Portugal | Der Verein wurde 28. Februar 1904 als Sport Lisboa in der portugisischen Hautpstadt Lissabon gegründet. |
| Benfica Lissabon (Frauenfußball) |      | Portugal | Der Verein wurde 28. Februar 1904 als Sport Lisboa in der portugisischen Hautpstadt Lissabon gegründet. |
| Benfica Lissabon (Futsal)        |      | Portugal | Der Verein wurde 28. Februar 1904 als Sport Lisboa in der portugisischen Hautpstadt Lissabon gegründet. |
| Benfica Lissabon B               |      | Portugal | Der Verein wurde 28. Februar 1904 als Sport Lisboa in der portugisischen Hautpstadt Lissabon gegründet. |

## Starke Ähnlichkeit
Die folgenden Vereine besitzen ein Emblem oder einen Namen, der Benfica ähnelt, haben jedoch keine nachgewiesene historische Verbindung.

### Mannschaften
| Verein                 | Logo | Land      | Geschichte |
| ---------------------- | ---- | --------- | --- |
| Vulcânico Futebol Club |      | Kap Verde | Vulcânico Futebol Club besitzt ein individuell gestaltetes Wappen, übernimmt jedoch den Adler aus dem Logo von Benfica nahezu unverändert. Eine historische Verbindung zwischen den beiden Vereinen ist nicht bekannt.                                       |
| Atlético de Moçâmedes  |      | Angola    | Keine bekannten historischen Verbindungen zu Benfica SL. |
| Sport Clube Praiense   |      | Portugal  | Das Logo ähnelt in seiner Gestaltung dem typischen Emblem von Benfica SL: Ein rundes Logo, auf dem ein gelber/goldener Adler mit ausgebreiteten Flügeln thront und eine Schärpe vor bzw. unter den Beinen trägt. Verbindung zu Benfica SL ist nicht bekannt. |
| Portimonense SC        |      | Portugal  | Portimonense SC hat keine historische Verbindung zu Benfica SL, und das Logo weist nur geringe Ähnlichkeiten auf: Es zeigt einen Adler mit ausgebreiteten Flügeln in Schwarz und Weiß (früher gelb) auf einem schildförmigen Logo.                           |

## Filialmannschaften
Folgende Fußballvereine sind entweder Filialvereine, Partnervereine, Tochtervereine oder von Fans gegründete Ableger von Benfica Lissabon. Sie verwenden bewusst den gleichen Namen sowie ein nahezu identisches Emblem. Zwischen den Vereinen besteht in gewisser Weise eine Form der Zusammenarbeit.

### Mannschaften
| Verein                                                  | Logo | Land                  | Geschichte |
| ------------------------------------------------------- | ---- | --------------------- | --- |
| Sport Dondo e Benfica                                   |      | Mosambik              | |
| Grupo Desportivo de Maputo                              |      | Mosambik              | Grupo Desportivo de Maputo und Benfica SL haben seit 2019 eine gemeinsame Koperation. Teil der am 21. Mai 1921 gegründeten Maputo Sports Group. |
| Grupo Desportivo de Tete                                |      | Mosambik              | Teil der am 21. Mai 1921 gegründeten Maputo Sports Group. |
| Associação Desportiva de Chókwè                         |      | Mosambik              | |
| Sport Matola e Benfica                                  |      | Mosambik              | |
| Benfica de Angoche                                      |      | Mosambik              | |
| Sport Nampula e Benfica                                 |      | Mosambik              | |
| Sport Macúti e Benfica                                  |      | Mosambik              | |
| Benfica de Quelimane                                    |      | Mosambik              | |
| Benfica de Macau                                        |      | Macau                 | Benfica de Macau wurde am 17. Oktober 1951 als Haus Nr. 232 von SL Benfica gegründet. 2008 wurde der Verein als neues Projekt von Benfica neugegründet. |
| Sport Díli e Benfica                                    |      | Osttimor              | Der Verein wurde am 28. Mai 1938 als Ableger des portugiesischen Vereins Benfica Lissabon gegründet. Zunächst trug der Verein den Namen Sport Lisboa e Dilly, doch wollten die Mitglieder die deutliche Verbindung zum portugiesischen Verein, so dass bald im Namen der Zusatz „Benfica“ in Klammern auftauchte. Ende 1955 finden sich schließlich Dokumente, die den Verein „Sport Díli e Benfica“ nennen. Der Sitz lag inzwischen in der Rua Formosa. |
| Sport Laulara e Benfica                                 |      | Osttimor              | Der Verein benutzt als Ableger des portugiesischen Vereins Benfica Lissabon dessen Logo. |
| Benfica Santa Cruz                                      |      | Kap Verde             | Am 9. September 2019 besuchte eine Delegation unter der Leitung von Luís Filipe Vieira Kap Verde. Sie besuchten alle Benfica-Clubs der Hauptstadt Praia, darunter Tracadores, sowie einen weiteren Partnerverein, die Casa do Benfica in Praia. Nach dem Sturm, der am 11. August die Insel São Vicente in Kap Verde heimgesucht hat, sorgte die Benfica-Stiftung für humanitäre Hilfe.                                                                  |
| Futebol Clube Nô Pintcha do Fogo                        |      | Kap Verde             | Am 9. September 2019 besuchte eine Delegation unter der Leitung von Luís Filipe Vieira Kap Verde. Sie besuchten alle Benfica-Clubs der Hauptstadt Praia, darunter Tracadores, sowie einen weiteren Partnerverein, die Casa do Benfica in Praia. Nach dem Sturm, der am 11. August die Insel São Vicente in Kap Verde heimgesucht hat, sorgte die Benfica-Stiftung für humanitäre Hilfe.                                                                  |
| Sport Sal-Rei Club                                      |      | Kap Verde             | Am 9. September 2019 besuchte eine Delegation unter der Leitung von Luís Filipe Vieira Kap Verde. Sie besuchten alle Benfica-Clubs der Hauptstadt Praia, darunter Tracadores, sowie einen weiteren Partnerverein, die Casa do Benfica in Praia. Nach dem Sturm, der am 11. August die Insel São Vicente in Kap Verde heimgesucht hat, sorgte die Benfica-Stiftung für humanitäre Hilfe.                                                                  |
| Sport Clube Atlético de São Nicolau                     |      | Kap Verde             | Am 9. September 2019 besuchte eine Delegation unter der Leitung von Luís Filipe Vieira Kap Verde. Sie besuchten alle Benfica-Clubs der Hauptstadt Praia, darunter Tracadores, sowie einen weiteren Partnerverein, die Casa do Benfica in Praia. Nach dem Sturm, der am 11. August die Insel São Vicente in Kap Verde heimgesucht hat, sorgte die Benfica-Stiftung für humanitäre Hilfe.                                                                  |
| Paulense Desportivo Clube                               |      | Kap Verde             | Am 9. September 2019 besuchte eine Delegation unter der Leitung von Luís Filipe Vieira Kap Verde. Sie besuchten alle Benfica-Clubs der Hauptstadt Praia, darunter Tracadores, sowie einen weiteren Partnerverein, die Casa do Benfica in Praia. Nach dem Sturm, der am 11. August die Insel São Vicente in Kap Verde heimgesucht hat, sorgte die Benfica-Stiftung für humanitäre Hilfe.                                                                  |
| Clube Desportivo Travadores                             |      | Kap Verde             | Am 9. September 2019 besuchte eine Delegation unter der Leitung von Luís Filipe Vieira Kap Verde. Sie besuchten alle Benfica-Clubs der Hauptstadt Praia, darunter Tracadores, sowie einen weiteren Partnerverein, die Casa do Benfica in Praia. Nach dem Sturm, der am 11. August die Insel São Vicente in Kap Verde heimgesucht hat, sorgte die Benfica-Stiftung für humanitäre Hilfe.                                                                  |
| CD Benfica da Brava                                     |      | Kap Verde             | Am 9. September 2019 besuchte eine Delegation unter der Leitung von Luís Filipe Vieira Kap Verde. Sie besuchten alle Benfica-Clubs der Hauptstadt Praia, darunter Tracadores, sowie einen weiteren Partnerverein, die Casa do Benfica in Praia. Nach dem Sturm, der am 11. August die Insel São Vicente in Kap Verde heimgesucht hat, sorgte die Benfica-Stiftung für humanitäre Hilfe.                                                                  |
| Benfica FC (Praia)                                      |      | Kap Verde             | Am 9. September 2019 besuchte eine Delegation unter der Leitung von Luís Filipe Vieira Kap Verde. Sie besuchten alle Benfica-Clubs der Hauptstadt Praia, darunter Tracadores, sowie einen weiteren Partnerverein, die Casa do Benfica in Praia. Nach dem Sturm, der am 11. August die Insel São Vicente in Kap Verde heimgesucht hat, sorgte die Benfica-Stiftung für humanitäre Hilfe.                                                                  |
| Casa do Benfica                                         |      | Kap Verde             | Am 9. September 2019 besuchte eine Delegation unter der Leitung von Luís Filipe Vieira Kap Verde. Sie besuchten alle Benfica-Clubs der Hauptstadt Praia, darunter Tracadores, sowie einen weiteren Partnerverein, die Casa do Benfica in Praia. Nach dem Sturm, der am 11. August die Insel São Vicente in Kap Verde heimgesucht hat, sorgte die Benfica-Stiftung für humanitäre Hilfe.                                                                  |
| Sport Bissau e Benfica                                  |      | Guinea-Bissau         | Sport Bissau e Benfica wurde am 27. Mai 1944 als neunundzwanzigste Tochtergesellschaft von Benfica SL gegründet. |
| Benfica de Porto Alegre                                 |      | São Tomé und Príncipe | |
| Benfica de São Tomé e Príncipe                          |      | São Tomé und Príncipe | |
| Sport Cabinda e Benfica                                 |      | Angola                | |
| Sport Luanda e Benfica                                  |      | Angola                | |
| Sport Lubango e Benfica                                 |      | Angola                | Der Verein wurde am 27. Februar 1932 gegründet, von portugiesischen Siedlern in der damaligen portugiesischen Kolonie Angola. Benfica do Lubango ist der Filialverein Nr. 37 des portugiesischen Traditionsklubs Benfica Lissabon. |
| Sport Huambo e Benfica                                  |      | Angola                | Der Verein wurde unter dem Namen Sport Nova Lisboa e Benfica am 29. September 1931 gegründet, als Filialverein des portugiesischen Klubs Benfica Lissabon (port.: Sport Lisboa e Benfica) in Nova Lisboa, dem damaligen portugiesischen Ortsnamen des heutigen Huambo. |
| Código Conquista Geração Benfica de Matosinhos (Frauen) |      | Portugal              | |
| Sport Arronches e Benfica                               |      | Portugal              | Sport Arronches e Benfica wurde am 1. April 1939 als Filialverein von Benfica Lissabon gegründet. |
| Escolas de Futebol Benfica Estádio da Luz               |      | Portugal              | Fußballschule und Fußballakademie von Benfica SL. |
| Benfica Águia Sport                                     |      | Portugal              | |
| Sport Musas Benfica                                     |      | Portugal              | |
| Sport Algoz e Benfica                                   |      | Portugal              | |
| EF Benfica Oeiras                                       |      | Portugal              | |
| Sport Tortosendo e Benfica                              |      | Portugal              | |
| Sport Nisa e Benfica                                    |      | Portugal              | |
| Sport Alenquer e Benfica                                |      | Portugal              | |
| Sport Viseu e Benfica                                   |      | Portugal              | Filial Nr. 3 – Sport Viseu e Benfica (01-08-1924) |
| Associação Recreativa Sport Queijas e Benfica           |      | Portugal              | |
| Sport Faro e Benfica                                    |      | Portugal              | |
| Sport Lagos e Benfica                                   |      | Portugal              | |
| Sport Covilhã e Benfica                                 |      | Portugal              | |
| Sport Cabeção e Benfica                                 |      | Portugal              | |
| Casa do Benfica de Barcelos                             |      | Portugal              | Ein von Benfica-Fans unterstützter Flialverein. |
| Sport Club Angrense                                     |      | Portugal              | Delegation Sport Clube Angrense (01.12.1929). Ähnliches Vereinswappen zu Benfica SL. |
| O Elvas CAD                                             |      | Portugal              | Der Verein entstand aus der Fusion von Sport Lisboa e Elvas, einem von Benfica-Fans gegründeten Verein, und Sporting Clube Elvense, der von Anhängern von Sporting CP ins Leben gerufen wurde. |
| Lusitano VRSA                                           |      | Portugal              | Der Verein wurde am 15. April 1916 gegründet und gehört zu den ältesten Flialvereine von Benfica SL. |
| CD Santa Clara                                          |      | Portugal              | Der Santa Clara Futebol Clube wurde am 31. Januar 1921 in Ponta Delgada auf São Miguel auf den Azoren gegründet. Der Name wurde später in Clube Desportivo Santa Clara geändert. Das ursprüngliche Logo war ein Löwe auf einem Ball mit dem SCFC. Als der Verein später mit dem Spitzenteam Benfica fusionierte, übernahm er dessen Symbol. 2023 kündigte der Verein an, das Wappen von neu auf verändern zu wollen.                                     |
| Sport Hamburg Benfica von 1987                          |      | Deutschland           | |
| Benfica Clube de Zurique                                |      | Schweiz               | |
| FC Benfica Arve Genève                                  |      | Schweiz               | |
| Sport Lausanne Benfica                                  |      | Schweiz               | |
| London e Benfica                                        |      | England               | Englischer Partnerverein von Benfica SL. |
| FC RM Hamm Benfica                                      |      | Luxemburg             | Der neue Klub führte den Namen FC RM Hamm Benfica, unter Bezugnahme auf den portugiesischen Klub Benfica Lissabon in Namensgebung und Emblem. |
| Benfica Bukarest                                        |      | Rumänien              | |
| Fútbol Club Casa Estrella del Benfica                   |      | Andorra               | FC Casa Estrella del Benfica, Penya Encarnada und FC Lusitanos sind aus Andorra stammende portugisische Mirgantenvereine und eng Verbunden. |
| Penya Encarnada d'Andorra                               |      | Andorra               | FC Casa Estrella del Benfica, Penya Encarnada und FC Lusitanos sind aus Andorra stammende portugisische Mirgantenvereine und eng Verbunden. |
| Sport Benfica Graulhet                                  |      | Frankreich            | |